# Питанга (Парана)
Питанга (порт. Pitanga) — муниципалитет в Бразилии, входит в штат Парана. Составная часть мезорегиона Юго-центральная часть штата Парана. Входит в экономико-статистический микрорегион Питанга. Население составляет 34 382 человека на 2006 год. Занимает площадь 1663,747 км². Плотность населения — 20,7 чел./км².
Праздник города — 28 января.

## История
Город основан в 1943 году.

## Статистика
- Валовой внутренний продукт на 2003 год составляет 287 687 912,00 реалов (данные: Бразильский институт географии и статистики).
- Валовой внутренний продукт на душу населения на 2003 год составляет 8205,59 реалов (данные: Бразильский институт географии и статистики).
- Индекс развития человеческого потенциала на 2000 год составляет 0,743 (данные: Программа развития ООН).

## География
Климат местности: субтропический. В соответствии с классификацией Кёппена, климат относится к категории Cfa.